# 陳凡
陈凡（1915年—1997年9月29日），字百庸，笔名周为、百剑堂主等，男，广东三水人，香港「综艺侠情派」武侠作家。

## 生平
1936年开始发表作品，曾担任教师职务。1941年后，历任桂林《大公报》记者、采访科副主任，柳州办事处主任，柳州驻广州特派员，广州办事处主任。1949年后任香港《大公报》编辑、副主任、副总编辑。广东省文联委员。
20世纪50年代，以筆名「百劍堂主」與梁羽生、金庸同写武侠小说，人称「三剑客」。三人曾在大公報上开设《三剑楼随笔》专栏。1979年进入中国作家协会。1997年9月29日，因心脏病猝发而逝。

## 著作
主要著作有散文集《海沙》、《无华草》，诗集《往日集》、新闻报告集《转徙西南天地间》（記述1944年湘桂大撤退的沿途境況）和武侠小说《风虎云龙传》。